# Национальная революция 1926 года в Португалии
Военный переворот 1926 года, также называемый Национальная революция (порт. Revolução Nacional) — выступление консервативно настроенной части армии и подпольных организаций оппозиции, приведшее к падению в Португалии Первой Республики и установлению Национальной диктатуры, которая в течение нескольких лет эволюционировала к Новому государству.

## История

### Кризис Первой республики
Пятнадцать лет существования Первой республики, установившейся в Португалии после революции 1910 года, отличались политической и экономической нестабильностью. Возникшая в 1912 году Демократическая партия, обладая большими средствами и мощным пропагандистским аппаратом, утвердила свою монополию в политической жизни страны, однако не могла обеспечить последовательное государственное управление и экономическое развитие страны. В результате Первой мировой войны обострились проблемы Португалии в социальной и экономической сферах. После Первой мировой войны, в 1920—1926 годах, в условиях экономического кризиса, в Португалии сменилось 23 правительства. В последние годы Первой республики в государстве наблюдался рост инфляции и забастовочного движения. Попытки свержения режима Демократической партии стали постоянными. После того, как 25 мая 1926 года правительство приостановило полномочия Палаты депутатов, фактически лишив себя легитимности, консервативно настроенные военные, используя всеобщее негодование, выступили против режима Первой республики.

### Выступление 28 мая
27 мая 1926 года находившийся в Брага на севере страны лидер Республиканской радикальной партии Кунья Леал на частном обеде произнёс речь, обличающую режим Демократической партии и призвал к его свержению. Призыв был поддержан находившимися в Браге генералами во главе с Жозе Аугушту Алвишем Рокадашем, которые уже приступили к подготовке военного мятежа. После того, как неожиданно тяжело заболел готовившийся в лидеры движения генерал Рокадаш, новым вождём заговорщиков стал сторонник Кунья Леала генерал Мануэл Гомиш да Кошта, получивший известность в Первую мировую, когда командовал португальскими войсками во Франции. В 06.00 28 мая дислоцированные в Браге войска восстали против правительства и выступили в поход на Лиссабон.

### Падение Республики
Португальское правительство не смогло принять никаких мер по подавлению военного мятежа. Первоначально оно вообще отрицало факт восстания в Браге, а когда угроза стала очевидна, обнаружилось, что армейские части не желают выступать на защиту существующего режима. 29 мая оппозиционно настроенные офицеры столичного гарнизона во главе с капитаном флота Жозе Мендишем Кабесадашем сформировали Комитет общественной безопасности и распространили манифест с призывом к свержению правительства. Лишившись поддержки столичного гарнизона и оказавшись в изоляции, кабинет Антониу Марии да Силвы сложил полномочия. 30 мая 1926 года президент Машаду Гимарайнш назначил Мендиша Кабесадаша временным Председателем Совета министров Португалии, а днём 31 мая сам официально ушёл в отставку и передал свой пост тому же Мендишу Кабесадашу, который немедленно распустил парламент, считавшийся одним из виновников политический нестабильности. Первая Республика перестала существовать.

### Двоевластие
Смена правительства в Лиссабоне не могла удовлетворить лидеров военного мятежа, уже приблизившихся с войсками к столице — 31 мая генерал Гомиш да Кошта приказал верным ему частям идти на город, а генерал Антониу Ошкар Кармона двинул на столицу из Эворы 4-ю дивизию. Но столичные заговорщики имели солидную поддержку как в армии, так и среди политических организаций и профсоюзов, и военные решили не начинать открытые боевые действия, а ограничиться блокадой Лиссабона. На следующий день, 1 июня в Коимбре лидеры восставших из Браги и Лиссабона после переговоров сформировали правящий триумвират в составе Жозе Мендиша Кабесадаша, Гомиша да Кошты и Арманду Умберту да Гама Очоа. Триумвират просуществовал меньше трёх дней — Гомиш да Кошта требовал заменить столичного заговорщика Гама Очоа на своего, как он думал, сторонника — генерала Кармону. 3 июня в Сакавене был сформировал второй триумвират, в котором место Гамы Очоа занял Кармона. Власть переходила к консервативному генералитету.

### Триумф Гомиша да Кошты и переворот 17 июня
6 июня 1926 года генерал Мануэл Гомиш да Кошта во главе 15 000 сторонников триумфально вступил в Лиссабон, приветствуемый толпами народа и сопровождаемый папским нунцием. Однако позиции Мендиш Кабесадаша, сохранявшего посты президента и главы правительства, были ещё сильны. Когда 14 июня Гомиш да Кошта представил в Совет министров проект реформы конституции и программу широких преобразований, Мендиш отклонил предложение в целом, чем обострил и без того серьёзные разногласия. Новое противостояние продолжалось три дня и завершилось тем, что генерал Гомиш да Кошта из своей ставки в Сакавене, отдал верным ему войскам приказ свергнуть Мендиша Кабесадаша. 17 июня президент принял ультиматум Гомиша да Кошты, оставил пост главы правительства, а 19 июня 1926 года ушёл с поста президента.

### Режим Гомиша да Кошты
Генерал Мануэл Гомиш да Кошта сосредоточил с своих руках посты президента и премьер-министра Португалии и, казалось бы, являлся бесспорным лидером нового военно-консервативного режима. Он намеревался реализовать программу широких преобразований, которая предусматривала «восстановление общественного порядка», расширение полномочий президента, административную децентрализацию, корпоративную организацию экономики и её защиту от иностранной конкуренции, сильную государственную поддержку национального предпринимательства, пересмотр семейного права в соответствии с нормами католицизма, восстановление роли религии и реформу школьного образования. Гомиш да Кошта приступил к реализации своих планов, успел ввести цензуру печати, однако в начале июля неожиданно столкнулся с оппозицией со стороны своих же министров и генерала Ошкара Кармоны. 7 июля, после того, как министр юстиции и культов Родригиш Жуниор отказался принять подготовленные представителем церкви и одобренные президентом поправки к декрету о религии, Гомиш да Кошта отправил Родригиша и поддержавших его министров в отставку. Однако все остальные министры (за исключением одного) выступили против президента и встали на сторону Родригиша и Кармоны. Политическая ситуация в очередной раз стала тупиковой.

### Переворот 9 июля
Ночью с 8 на 9 июля 1926 года в президентский дворец «Белен» явились генерал Синел ди Кордиш и полковник Раул Эштевиш, опиравшиеся на поддержку лиссабонского гарнизона и Национальной республиканской гвардии. Они предложили президенту Мануэлу Гомишу да Коште отозвать отставку министров и оставить пост премьер-министра, но сохранить пост президента без широких властных полномочий. Гомиш да Кошта отказался, на рассвете 9 июля был объявлен низложенным, арестован и отправлен в тюрьму форта Кашиас. Через два дня его отправили в ссылку на Азорские острова. Власть перешла к генералу Ошкару Кармоне.

### Итоги Национальной революции
Ликвидировав режим Первой республики, упразднив парламентаризм и устранив многопартийность, сменявшим друг друга лидерам Национальной революции удалось добиться политической стабильности после установления Национальной диктатуры Ошкара Кармоны. Однако экономические проблемы Португалии нарастали с каждым годом и для их решения Кармоне пришлось приблизить к власти профессора Антониу ди Салазара, вскоре ставшего крупной политической фигурой. В 1931 году противники диктатуры подняли восстание на Мадейре, которое вскоре было подавлено.
Непродолжительный период Национальной диктатуры, занявший 6 лет, в 1932 году сменился эпохой Нового государства Салазара, на сорок с лишним лет обеспечившей Португалии сохранение стабильности и национальных традиций, но во многом изолировавшей её от того пути, который за эти годы прошла остальная Западная Европа.